# Greatest Hits (The Cure)
Greatest Hits is een album uit 2001 van de Britse newwaveband The Cure. Na dit album stopte de overeenkomst met platenmaatschappij Fiction Records. Robert Smith wilde een album met muzikale hoogtepunten op voorwaarde dat hij de nummers zelf mocht uitkiezen.

## Geschiedenis
Het album bevat geselecteerde singles uit de 25-jarige historie van de band. Voor hun fans heeft Smith de band bijeen geroepen (onder wie oud-lid Boris Williams) om akoestische versies van de Greatest Hits te maken. Deze versies kwamen terecht op een bonus-cd bij de eerste uitgaven van het verzamelalbum.
Greatest Hits kwam ook uit op dvd. De video's op de dvd staan in tegenovergestelde volgorde als op de Amerikaanse cd, met de uitzondering van The Caterpillar, Pictures of You en Close to Me (Closest Mix), die verborgen op de dvd staan. Zes van de akoestische nummers staan ook op de dvd.

## Nummers

### Disc 1 - Amerikaanse versie (Elektra)
1. "Boys Don't Cry"
2. "A Forest" (Single Mix)
3. "Let's Go to Bed"
4. "The Walk"
5. "The Lovecats"
6. "In Between Days"
7. "Close to Me" (Single Mix)
8. "Why Can't I Be You?"
9. "Just Like Heaven"
10. "Lullaby"
11. "Lovesong"
12. "Never Enough" (Single Mix)
13. "High"
14. "Friday I'm in love"
15. "Mint Car"
16. "Wrong Number"
17. "Cut Here"
18. "Just Say Yes"

### Disc 1 - Britse versie (Fiction/Polydor)
1. "Boys Don't Cry"
2. "A Forest" (Single Mix)
3. "Let's Go to Bed"
4. "The Lovecats"
5. "The Caterpillar"
6. "In Between Days"
7. "Close to Me" (Single Mix)
8. "Why Can't I Be You?"
9. "Just Like Heaven"
10. "Lullaby"
11. "Lovesong"
12. "Pictures of You" (Single Mix)
13. "Never Enough" (Single Mix)
14. "High"
15. "Friday I'm in Love"
16. "Mint Car"
17. "Wrong Number"
18. "Cut Here"
19. "Just Say Yes"

### Disc 2 - Akoestische hits
- Nieuwe opgenomen akoestische versies van onderstaande nummers

1. "Boy's Dont Cry"
2. "A Forest"
3. "Let's Go to Bed"
4. "The Walk"
5. "The Lovecats"
6. "In Between Days"
7. "Close to Me"
8. "Why Can't I Be You?"
9. "Just Like Heaven"
10. "Lullaby"
11. "Lovesong"
12. "Never Enough"
13. "High"
14. "Friday I'm in Love"
15. "Mint Car"
16. "Wrong Number"
17. "Cut Here"
18. "Just Say Yes"

## Akoestische bezetting
- Robert Smith - Zang, gitaar
- Simon Gallup - Basgitaar
- Perry Bamonte - Gitaar
- Roger O'Donnell - Piano
- Jason Cooper - Drums, percussie
- Boris Williams - Percussie